# Gruppo Sportivo 58º Corpo Vigili del Fuoco 1942-1943
Questa voce raccoglie le informazioni riguardanti il Gruppo Sportivo 58º Corpo Vigili del Fuoco nelle competizioni ufficiali della stagione 1942-1943.